# Vítězslav Jungbauer
Ak. sochař,  Vítězslav Jungbauer (6. listopadu 1919, Hradec Králové – 6. ledna 2003, Praha) byl českým sochařem.

## Život
U svého otce řezbáře, Josefa Jungbauera, se v letech 1933 – 1937 vyučil řezbářem v Nebahovech na Prachaticku. Od roku 1940 studoval na Umělecko – průmyslové škole v Praze a ve studiu pokračoval na VŠUP v Praze u profesorů Karla Dvořáka a Josefa Wagnera, kde absolvoval v roce 1948. Po absolvování vysoké školy se usadil v Praze.

## Směr tvorby
Jeho tvorba se zaměřila na expresivní přehodnocení realistické formy v moderním cítění staženého tvaru, zpracování jak klasických materiálů (dřevo, kámen, bronz), tak i plastických materiálů umělých hmot. Realizoval tak např. reliéf se znakem Univerzity Karlovy pro lékařskou fakultu z plexiskla či reliéfní mapu Prahy o velikosti 80 m² pro výstavu Československo 60 v Moskvě a Kyjevě. Umělé hmoty mu dávaly možnost tvorby světelně působících (průhledných) plastik.

## Významnější díla (výběr)

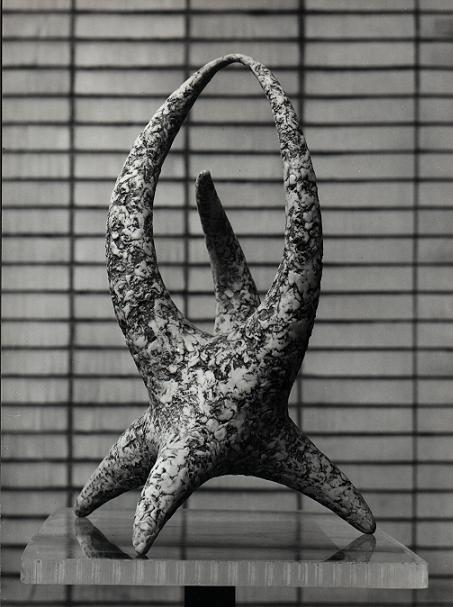
Pratvar – 1965, modurit

- 1955 „Práce“ – keramický reliéf 450 cm x 165 cm maj. Královodvorské železárny
- 1961 „Patnáctiletá“ – modurit 110cm maj. lázně Karlovy Vary
- 1965 „Koncentračník“ – modurit maj. muzeum Terezín
- 1970 dvě plastiky – kov, plexisklo, 400 cm x 1100 cm a „Záření“ – bronz 220cm x 70cm maj. lázně Jáchymov
- 1976 „Světelná plastika“ – plexi 280cm x 60cm a „Od tamtamu k telefonu“ – bronz 150cm x 60cm maj. Hlavní pošta Praha
- 1981 „Život rodiny“ – dřevo 500cm x 105cm a „Život v práci“ – dřevo 500cm x 105cm maj. Nakladatelství Lidové demokracie
- 1982 „ČS znak“ a „Lipová ratolest“ – bronz 110cm maj. Nakladatelství Lidové demokracie.
- Díla v galeriích „Dívčí akt“ – slivenecký mramor, Galerie hlavního města Prahy
- „Milenci“ – modurit, Galerie Pardubice
- „Školačka“ – dřevo ořech, Galerie Hradec Králové

## Samostatné výstavy
- 1980 – Praha, Klicperovo divadlo
- 1983 – Prachatice, Městská galerie a muzeum

## Kolektivní výstavy (výběr)
- 1950-1965 – Praha, členské v Galerii Spolku výtvarných umělců Mánes
- 1965-1969 – Praha, Výtvarné úrody (Jízdárna)
- 1958 – Brusel – Světová výstava
- 1960 – Berlín – Průmyslová výstava
- 1960 – Moskva – ČSR 1960 (Sokolniky)
- 1960 – Kyjev – ČSR 1960, Výstaviště
- 1969 – Praha, Salon (Galerie u Hybernů)
- 1970 – Praha, Galerie Centrum
- 1988 – Praha, OKD Praha 8
- 1988 – Praha, Salon (Veletržní palác Praha)
- 1989 - Praha, Salon (Veletržní palác Praha)
- 1990 – Praha, OKD Praha 8